# Azione dell'8 maggio 1918
L'azione dell'8 maggio 1918, o, come viene chiamata qualche volta, la battaglia di Algeri, fu uno scontro navale avvenuto al largo della città algerina di Algeri, durante la prima guerra mondiale. Nei primi di maggio del 1918, un incrociatore ausiliario della Marina americana e un cacciatorpediniere della Marina britannica si scontrarono con un U-Boot tedesco, l'UB-70. Inizialmente lo scontro si credette fosse stato inconclusivo, ma in seguito fu accreditato alle navi dell'Intesa l'affondamento del sommergibile.

## Antefatti
Il 16 aprile l'UB-70, comandato dal sottotenente di vascello Johannes, salpò dalla Germania per il Mar Mediterraneo. La sua missione era di attaccare le rotte mercantili nemiche, soprattutto quelle italiane.

## Lo scontro
L'8 maggio 1918, alle ore 17:00 l'incrociatore ausiliario statunitense Lydonia (uno yacht armato da 497 t) e il cacciatorpediniere britannico Basilisk stavano proteggendo un convoglio partito da Biserta e diretto a Gibilterra, quando incrociarono sul loro percorso il sommergibile tedesco, pronto a sparare contro il mercantile inglese Ingleside.
L'UB-70 aprì il fuoco, silurando il mercantile. L'Ingleside andò a fuoco e cominciò ad affondare. Alcuni membri dell'equipaggio si salvarono e attesero i soccorsi, altri affondarono con la nave. Alle 17:35 la scorta del convoglio aveva già individuato il sommergibile.
Secondo i resoconti post-guerra, sia la Lydonia sia la Basilisk inseguirono per circa quindici minuti il sommergibile, sganciando cariche di profondità finché una macchia d'olio non comparve in superficie.

## Conseguenze

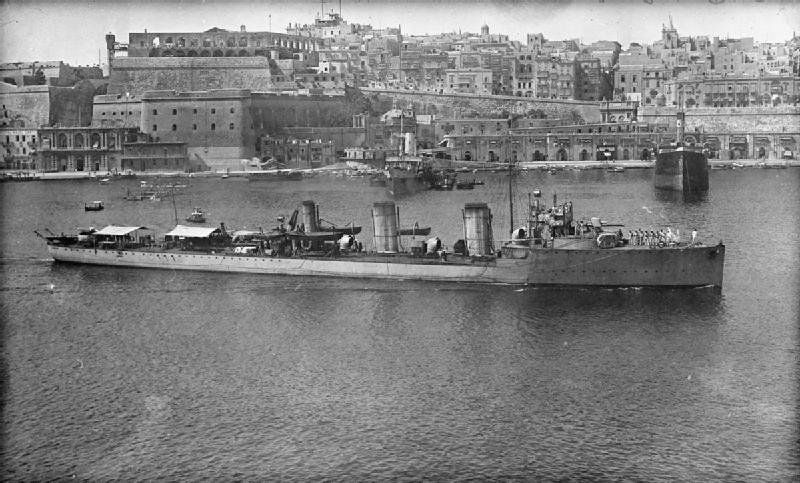
Il Basilisk fuori Malta

Dopo aver compreso di aver colpito il nemico, la Lydonia e la Basilisk procedettero nel recupero dei sopravvissuti dal relitto della Ingleside.
All'inizio lo scontro fu considerato inconclusivo, ma in seguito, dopo la guerra e dopo essersi resi conto che per diversi mesi non si ebbero più notizie dell'UB-70, si comprese che i vascelli americano e inglese avevano vinto lo scontro.
L'affondamento del sommergibile tedesco da parte di un vascello americano fu una delle più discusse della guerra. L'UB-70 fu l'unico U-Boot affondato da una nave americana nelle acque del Mar Mediterraneo, in tutta la guerra.